# カイロプラクター
カイロプラクター（英語: Chiropractor）とは、手技を用いており特にカイロプラクティックを業務として行なう施術者を指す。
カイロプラクターは法制化された国々においては医療従事者（ヘルスケアプラクティショナー）であり、身体の自己治癒能力を重視し治療は脊椎マニピュレーションなどの手技療法を行い運動や栄養のカウンセリングなどほかの治療法も用いられる。カイロプラクターは筋骨格系に関連する症状を扱う。カイロプラクターの呼称であるD.C.（ドクター・オブ・カイロプラクティック）とは、欧米における第一専門職学位もしくは職業の称号である。
カイロプラクターの資格制度が法制化されている国では4~5年制のカイロプラクティック専門の大学を卒業後、国や地域が指定する資格試験に合格することでカイロプラクターの資格を取得する。法制化されている国々では、無資格の者がカイロプラクターを名乗って開業することは規制されている。
一方、日本においてはカイロプラクターの名称独占を定めた法律が無い。そのため誰でもカイロプラクターを名乗ることができるため、後述する世界的な基準に則った教育、資格取得を経たものとそうでないものが混在している。一部の見解では日本の医療系国家資格を持たないカイロプラクターによる治療行為は医師法に違反するとしている。

## 世界的な基準

### 世界保健機関によるガイドライン
世界保健機関 (WHO) は、2005年に、国がカイロプラクターの試験や免許制度を設ける際のガイドラインについて定めた『カイロプラクティックの基礎教育と安全性に関するガイドライン』 (WHO guidelines on basic training and safety in chiropractic) を作成し、公表しており、2006年に和訳の『カイロプラクティックの基礎教育と安全性に関するガイドライン』が発行された。カイロプラクティックに関する法律が有る国におけるカテゴリー1、法制度が無い国々におけるカテゴリー2の２段階のレベルと、各レベル２つの合計４つのコース教育プログラムを示している。なお、WHOは基準を示したのであって、個々のカイロプラクターや養成施設を認定することはない。カテゴリー1に適合した資格制度を設けている国が多数ある。カテゴリー２は、現在はカイロプラクターに関する法律が無く、カイロプラクティック業者がいる国や地域において許容できる最低限要求される教育である。 カテゴリー2(A)、2(B)の教育プログラムは業界団体が認証している。よって、後述するWHO基準と称するカイロプラクターでも教育レベルは一様ではない。

### 世界カイロプラクティック連合による名称使用基準
国際医学団体協議会の準会員であるNGO団体、世界カイロプラクティック連合 (WFC) では、カイロプラクターという名称の使用基準として以下の宣言を公表している。
| 「                                          | 1. 「カイロプラクター」「ドクター・オブ・カイロプラクティック」あるいはそれに類する名称使用は、下記の者に限定する。 (1) 表記の法的な免許を持ち、登録されたカイロプラクター (2) 正式なカイロプラクティック認定団体（例：CCE）または、政府認定団体による正規な卒業生 (3) WFC国際憲章（1997年東京）に従い、WFCの加盟するその国の団体が（日本では日本カイロプラクターズ協会のみ）暫定的に承認したプログラムの修了者 | 」 |
| —WFC政策宣言 カイロプラクターのタイトル使用 | |    |

WFC は、上記の宣言が WHO の『カイロプラクティックの基礎教育と安全性に関するガイドライン』で提示された数類型のカイロプラクティック教育のモデルに整合するものであると説明している。
法制度の有る国ではドクター・オブ・カイロプラクティック（英語: Doctor of Chiropractic）の称号からDr（ドクター）の呼称を認める国もある。
「カイロドクター」「カイロプラクティック医師」「カイロプラクティック師」は民間団体が独自で作成した名称であり日本以外で使用されていない。

### WHO基準と称されるカイロプラクター
以下は、WFCの基準であるWHOガイドラインに記載された教育基準を満たしたカイロプラクターの説明である。海外の当該国（或いは地域）にて正規開業資格を得た者も含まれる。
カイロプラクターの資格制度が法制化されている国では国際カイロプラクティック教育評議会加盟の評価機関から認証を受けた4~5年制のカイロプラクティック専門の大学を卒業後、国や地域が指定する資格試験に合格することでカイロプラクターの資格を取得する。オーストラリア、アメリカ、イギリスを代表とする国々では国際認証機関が資格試験に該当する試験を提供する。
また前述の名称使用基準（３）のように、公的資格ではなく、WFC加盟の民間団体が承認したプログラムを修了した者もWHO基準と称している。
WFCの基準を満たすカイロプラクターは日本に約800名存在し、推定2万名前後ともいわれる全カイロプラクティック業者の5％程度と言われる。

### WFC基準のカイロプラクター養成教育機関
詳細は「カイロプラクティック教育機関の一覧」を参照。
WFCが定めるカイロプラクティック教育機関に関する基準は以下の5点の条件からなる。
1. 非営利性であること
2. 第三者評価があること
3. クリニック臨床施設を保有し、1000時間以上の臨床実習を行うこと。
4. 基礎医学およびカイロ学両面で有資格者による講師であること
5. CCEが認めるカイロプラクティック教育機関であること

日本国内にはWFC基準を称するカイロプラクティック教育機関が、現在1校存在する。

## 日本におけるカイロプラクター
日本ではカイロプラクターに関する身分法は無く、誰でもカイロプラクターと名乗れる。WFCの基準を満たすカイロプラクターは日本に約800名存在し、推定2万名前後ともいわれる全カイロプラクティック業者の5％程とされ、国内でカイロプラクターとして開業する者の9割以上は短期養成機関や週末セミナー等でしか学んでいない。カイロプラクティック施術による健康被害が発生していることが、国民生活センターや消費者庁から報告されている。消費者庁によれば平成21年９月１日から平成29年３月末の間、カイロプラクティック施術による健康被害で、治療期間が1ヶ月以上に及ぶ事故が45件、報告されている。
日本カイロプラクターズ協会（JAC)では、一定基準の教育の修了を義務づけている。同協会が承認した教育を修了した後は日本カイロプラクティック登録機構（JCR)が実施する試験に合格し同機構に登録することが推奨されている。ただし、JAC会員及びJCR登録のカイロプラクターは、海外でのカイロプラクター国家資格を取得している者（カテゴリー１)から、海外を含めた法的な医療資格もなく、政府機関が公的に認定していないカテゴリー2の教育プログラムのみを受けた者まで幅広い。またこれらの教育・登録をしたからといって、日本国内で法的に業としての医行為や医業類似行為を行えるものではない。

### 教育・養成講座など
カイロプラクターを養成すること（民間資格を与えること）は誰でも可能である。資格商法も参照。これらの民間資格はCCEの認証を受けていないため、前述した国内外の大学へ編入・進学等への単位を認められることがない。
CCEが認めたカイロプラクティック教育機関として東京・カレッジ・オブ・カイロプラクティックがある。当該教育機関を修了した者はJCRの行う登録試験を受験する資格を有する者となる。同機関は日本の学校教育法上の大学ではないが、国内外の大学によっては編入や進学時に一部単位を認められている。
これらの混在した国内の状況から、日本国内でカイロプラクティック教育を受けるものは注意が必要である。

### 登録カイロプラクター
登録カイロプラクターとは、一定の教育基準を満たしていることを証明する日本カイロプラクティック登録機構（JCR）による民間登録資格である。登録要件として、CCEが承認した教育プログラム、JACが承認したカイロプラクティック標準化コース、JCR試験受験資格プログラムのいずれかの修了が必要である。登録試験は毎年、国際カイロプラクティック試験委員会（IBCE）の協力のもと実施している。登録カイロプラクターの名簿は厚生労働省へ定期的に提出され保管されている。ただし、この届け出によってなんら公的な認証や特権を受けるものではなく、業として医行為や医業類似行為を行えないのは上述のとおりである。同機構は登録者名簿を公開している。日本カイロプラクティック団体協議会などは、既得権者救済措置や「CSC基準の推進」はダブルスタンダードに陥りやすいとし、登録カイロプラクター制度には賛同していない。